# 塔恩河畔比泽
塔恩河畔比泽（法語：Buzet-sur-Tarn，法語發音：[byzɛ syʁ taʁn]）是法国上加龙省的一个市镇，属于图卢兹区。

## 地理
塔恩河畔比泽（43°46'44"N, 1°37'59"E）面积30.19 平方千米，位于法国奧克西塔尼大區上加龙省，该省份为法国西南部内陆省份，西南端与西班牙接壤，自此顺时针与上比利牛斯省、热尔省、塔恩-加龙省、塔恩省、奥德省和阿列日省接壤。
与塔恩河畔比泽接壤的市镇（或旧市镇、城区）包括：罗克莫尔、梅藏、圣叙尔皮斯拉潘特、贝西耶尔、热米勒、波亚克、罗克塞里耶尔。

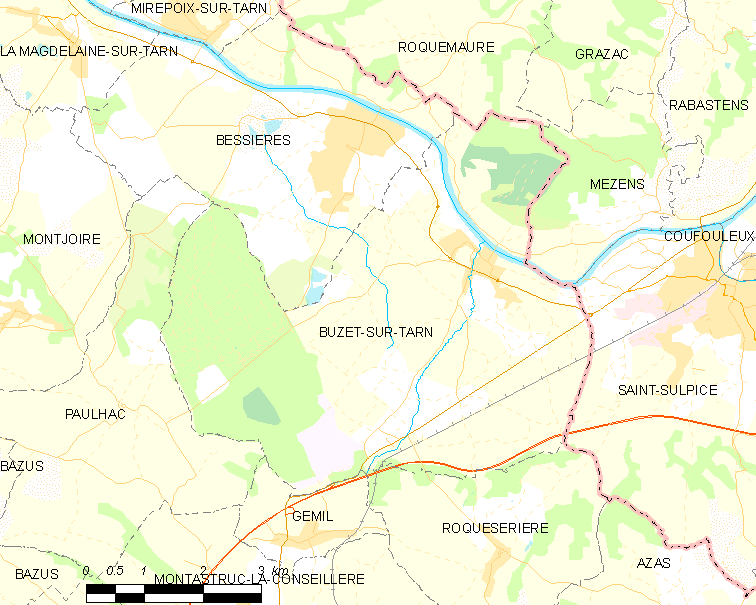
塔恩河畔比泽的OSM定位图

塔恩河畔比泽的时区为UTC+01:00、UTC+02:00（夏令时）。

## 行政
塔恩河畔比泽的邮政编码为31660，INSEE市镇编码为31094。

## 政治
塔恩河畔比泽所属的省级选区为塔恩河畔维勒米尔县。

## 人口

1962-2008年间塔恩河畔比泽人口变化图示

塔恩河畔比泽于2022年1月1日时的人口数量为2847人。